# Hisashi Owada
Hisashi Owada (jap. 小和田 恆 Owada Hisashi; ur. 18 września 1932 w Shibacie) – japoński dyplomata i sędzia Międzynarodowego Trybunału Sprawiedliwości. W latach 2009–2012 pełnił funkcję prezesa MTS.

## Wykształcenie
Hisashi Owada urodził się w Shibacie (prefektura Niigata) w Japonii. Po uzyskaniu licencjatu na Uniwersytecie Tokijskim w 1955, kontynuował naukę w Wielkiej Brytanii w Trinity College na University of Cambridge, gdzie w 1956 otrzymał stopień doktora prawa.

## Kariera

### Dyplomata
W 1955 rozpoczął pracę w japońskim Ministerstwie Spraw Zagranicznych. Zajmował wiele stanowisk w centrali oraz na placówkach w Stanach Zjednoczonych i Związku Radzieckim.
W latach 1976–1978 pełnił stanowisko osobistego sekretarza ówczesnego premiera Japonii, Takeo Fukudy. Następnie, w latach 1988-1989, był ambasadorem Japonii przy OECD.
W latach 1991–1993 był wiceministrem spraw zagranicznych, a następnie, w latach 1994-1998, szefem (w randze ambasadora) Stałego Przedstawicielstwa Japonii przy ONZ.
W 2003 został sędzią Międzynarodowego Trybunału Sprawiedliwości w Hadze, w latach 2009–2012 był prezesem Trybunału. W lutym 2012 rozpoczął kolejną kadencję sędziowską, jednak przed jej upływem przeszedł w stan spoczynku w czerwcu 2018.

### Profesor prawa
Oprócz kariery międzynarodowej Owada od trzech dekad wykłada jako profesor prawa na Uniwersytecie Tokijskim, Harvard University, New York University, Haskiej Akademii Prawa Międzynarodowego, Uniwersytecie Waseda oraz University of Cambridge. Ponadto zasiada również w Radzie Dyrektorów przy Nuclear Threat Initiative i Fundacji Narodów Zjednoczonych. Owada otrzymał tytuł doktora od takich uczelni jak Keiwa College, Banaras Hindu University, czy Uniwersytet Waseda. Jest on również profesorem prawa międzynarodowego Uniwersytetu Waseda.

## Rodzina
W 1993 jego córka, dyplomatka Masako Owada, wyszła za mąż za następcę tronu, księcia Naruhito, od 2019 jest cesarzową Japonii.